# Villemain, Deux-Sèvres
Villemain är en kommun i departementet Deux-Sèvres i regionen Nouvelle-Aquitaine i västra Frankrike. Kommunen ligger i kantonen Chef-Boutonne som tillhör arrondissementet Niort. År 2022 hade Villemain 151 invånare.

## Befolkningsutveckling
Antalet invånare i kommunen Villemain
| Referens: INSEE |